# Charly-sur-Marne
Charly-sur-Marne é uma comuna francesa na região administrativa de Altos da França, no departamento de Aisne. Estende-se por uma área de 20,52 km². Em 2010 a comuna tinha 2 639 habitantes (densidade: 128,6 hab./km²).